# 순천부영초등학교
순천부영초등학교는 대한민국 전라남도 순천시 연향동에 있는 공립 초등학교이다.

## 학교 연혁
- 2021년 1월 8일 제29회 졸업, 졸업생 112명 (총 8,154명)
- 2020년 9월 1일 제13대 이춘희 교장 부임
- 1997년 3월 1일 병설유치원 개원
- 1996년 3월 1일 순천부영초등학교로 개칭
- 1992년 4월 15일 순천부영국민학교 개교

## 학교 상징
- 교화 - 동백꽃 : 끈기, 인내
- 교목 - 느티나무 : 영원
- 교색 - 녹색 : 푸른 꿈

## 참고 자료
- 순천부영초등학교 - 한국교육학술정보원 학교알리미